# Brem-sur-Mer
Brem-sur-Mer ist eine französische Gemeinde im Département Vendée in der Region Pays de la Loire. Sie gehört zum Arrondissement Les Sables-d’Olonne und ist Mitglied im Gemeindeverband Pays de Saint-Gilles-Croix-de-Vie Agglomération. Auf einer Fläche von 15,85 km² leben 2933 Einwohner (Stand 1. Januar 2022). Die Gemeinde gibt dem Weinbaugebiet Fiefs Vendéens-Brem ihren Namen.
Die Bewohner werden Bremois und Bremoises genannt.
Die Gemeinde erhielt 2023 die Auszeichnung „Eine Blume“, die vom Conseil national des villes et villages fleuris (CNVVF) im Rahmen des jährlichen Wettbewerbs der blumengeschmückten Städte und Dörfer verliehen wird.

## Geografie

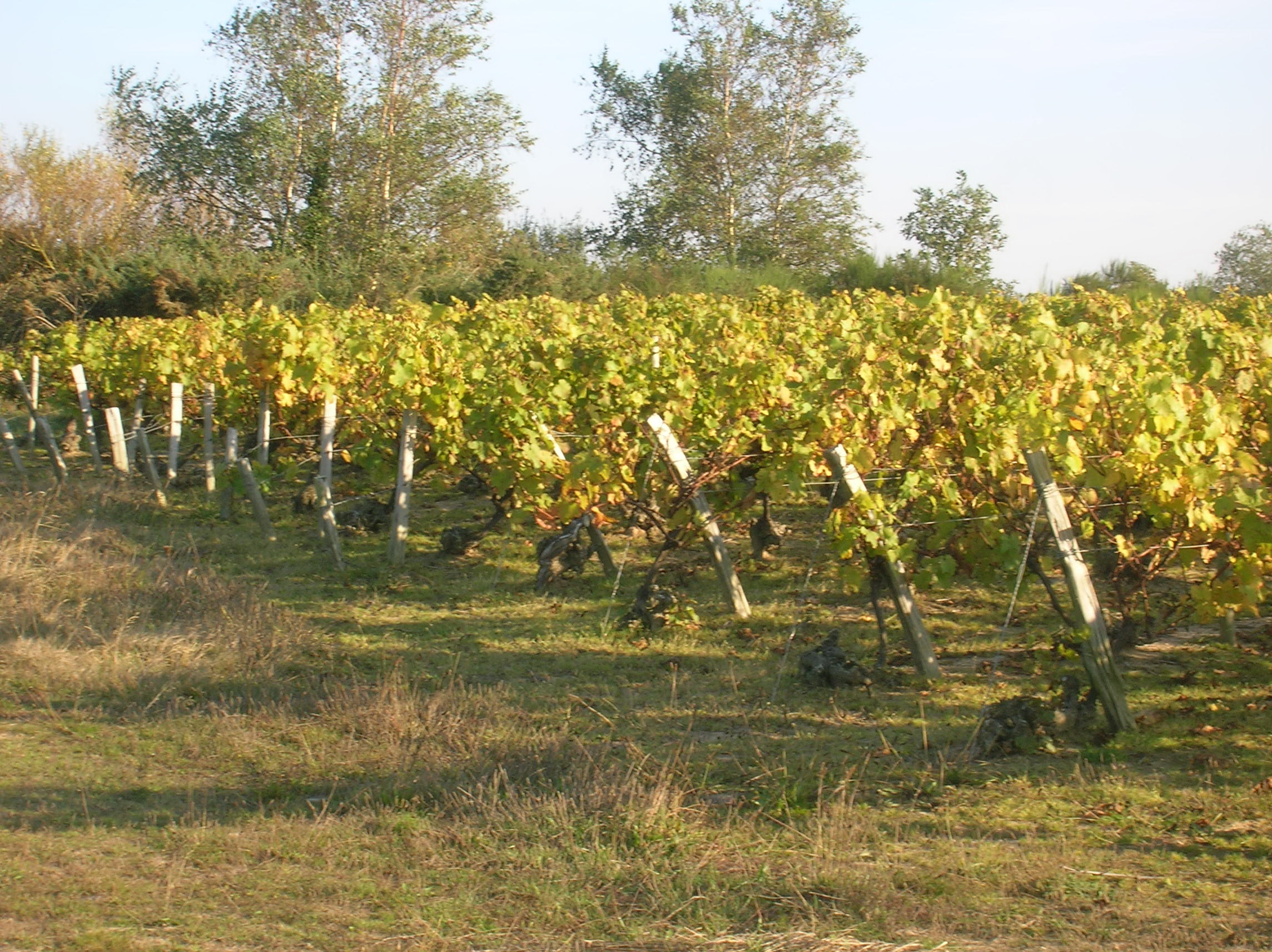
Weinberg im Weinbaugebiet Fief Vendéens-Brem

Brem-sur-Mer befindet sich etwa elf Kilometer nordwestlich von Les Sables-d’Olonne und etwa 33 Kilometer westsüdwestlich von La Roche-sur-Yon in der Nähe der Côte de Lumière. Die Gemeinde liegt nicht, wie der Name vermuten lässt, direkt am Atlantischen Ozean, dessen Küstenlinie mehrere hundert Meter von der Gemeindegrenze entfernt ist. Die Auzance bildet abschnittsweise die natürliche Grenze zur benachbarten Gemeinde Les Sables-d’Olonne, der Küstenfluss Écours die natürliche Grenze zur Nachbargemeinde Bretignolles-sur-Mer.
Umgeben wird Brem-sur-Mer von den fünf Nachbargemeinden:
| Bretignolles-sur-Mer | Landevieille                                |                |
|                      | Kompassrose, die auf Nachbargemeinden zeigt | Vairé          |
|                      | Les Sables-d’Olonne                         | L’Île-d’Olonne |

## Bevölkerungsentwicklung
| Brem-sur-Mer: Einwohnerzahlen von 1793 bis 2016                                                                            | Brem-sur-Mer: Einwohnerzahlen von 1793 bis 2016 | Brem-sur-Mer: Einwohnerzahlen von 1793 bis 2016 | Brem-sur-Mer: Einwohnerzahlen von 1793 bis 2016 | Brem-sur-Mer: Einwohnerzahlen von 1793 bis 2016 |
| --- | ----------------------------------------------- | ----------------------------------------------- | ----------------------------------------------- | ----------------------------------------------- |
| Jahr |                                                 |                                                 |                                                 | Einwohner                                       |
| 1793 | 1793                                            |                                                 | 521                                             | 521                                             |
| 1800 | 1800                                            |                                                 | 539                                             | 539                                             |
| 1806 | 1806                                            |                                                 | 690                                             | 690                                             |
| 1821 | 1821                                            |                                                 | 663                                             | 663                                             |
| 1831 | 1831                                            |                                                 | 649                                             | 649                                             |
| 1836 | 1836                                            |                                                 | 697                                             | 697                                             |
| 1841 | 1841                                            |                                                 | 682                                             | 682                                             |
| 1846 | 1846                                            |                                                 | 654                                             | 654                                             |
| 1851 | 1851                                            |                                                 | 656                                             | 656                                             |
| 1856 | 1856                                            |                                                 | 695                                             | 695                                             |
| 1861 | 1861                                            |                                                 | 739                                             | 739                                             |
| 1866 | 1866                                            |                                                 | 726                                             | 726                                             |
| 1872 | 1872                                            |                                                 | 733                                             | 733                                             |
| 1876 | 1876                                            |                                                 | 733                                             | 733                                             |
| 1881 | 1881                                            |                                                 | 718                                             | 718                                             |
| 1886 | 1886                                            |                                                 | 686                                             | 686                                             |
| 1891 | 1891                                            |                                                 | 743                                             | 743                                             |
| 1896 | 1896                                            |                                                 | 798                                             | 798                                             |
| 1901 | 1901                                            |                                                 | 852                                             | 852                                             |
| 1906 | 1906                                            |                                                 | 888                                             | 888                                             |
| 1911 | 1911                                            |                                                 | 831                                             | 831                                             |
| 1921 | 1921                                            |                                                 | 746                                             | 746                                             |
| 1926 | 1926                                            |                                                 | 737                                             | 737                                             |
| 1931 | 1931                                            |                                                 | 800                                             | 800                                             |
| 1936 | 1936                                            |                                                 | 770                                             | 770                                             |
| 1946 | 1946                                            |                                                 | 757                                             | 757                                             |
| 1954 | 1954                                            |                                                 | 780                                             | 780                                             |
| 1962 | 1962                                            |                                                 | 834                                             | 834                                             |
| 1968 | 1968                                            |                                                 | 826                                             | 826                                             |
| 1975 | 1975                                            |                                                 | 1.161                                           | 1.161                                           |
| 1982 | 1982                                            |                                                 | 1.425                                           | 1.425                                           |
| 1990 | 1990                                            |                                                 | 1.709                                           | 1.709                                           |
| 1999 | 1999                                            |                                                 | 2.054                                           | 2.054                                           |
| 2006 | 2006                                            |                                                 | 2.432                                           | 2.432                                           |
| 2011 | 2011                                            |                                                 | 2.591                                           | 2.591                                           |
| 2016 | 2016                                            |                                                 | 2.659                                           | 2.659                                           |
| Quelle(n): EHESS/Cassini bis 1999, INSEE ab 2006 Anmerkung(en): Ab 1962 offizielle Zahlen ohne Einwohner mit Zweitwohnsitz |                                                 |                                                 |                                                 |                                                 |

## Sehenswürdigkeiten
- Die Kirche Saint-Martin war eine Wallfahrtskapelle, die im 11. Jahrhundert von Mönchen erbaut wurde. Das Querschiff, die Fassade und der Glockenturm stammen aus dem 19. Jahrhundert. Die Form des Glockenturms erinnert an Kopf und Schnabel einer Schwalbe (französisch bec d'hirondelle), eine in der Vendée oft zu beobachtende Form. Seit der Fusion mit Saint-Nicolas-de-Brem ist sie Pfarrkirche der Gemeinde.
- Die Kirche Saint-Nicolas-de-Brem datiert aus dem 12. Jahrhundert und ist seit 1956 als Monument historique klassifiziert.
- Der Menhir de la Crulière aus der Jungsteinzeit ist seit 1934 als Monument historique klassifiziert.
- In der Nähe der Kirche Saint-Nicolas bewahrt ein feudaler Hügel, der Saint-Nicolas-Hügel, auf dem sich ein Kreuz befindet, die Überreste einer Erdhügelburg, die zur Verteidigung des alten Hafens von Bram errichtet wurde.

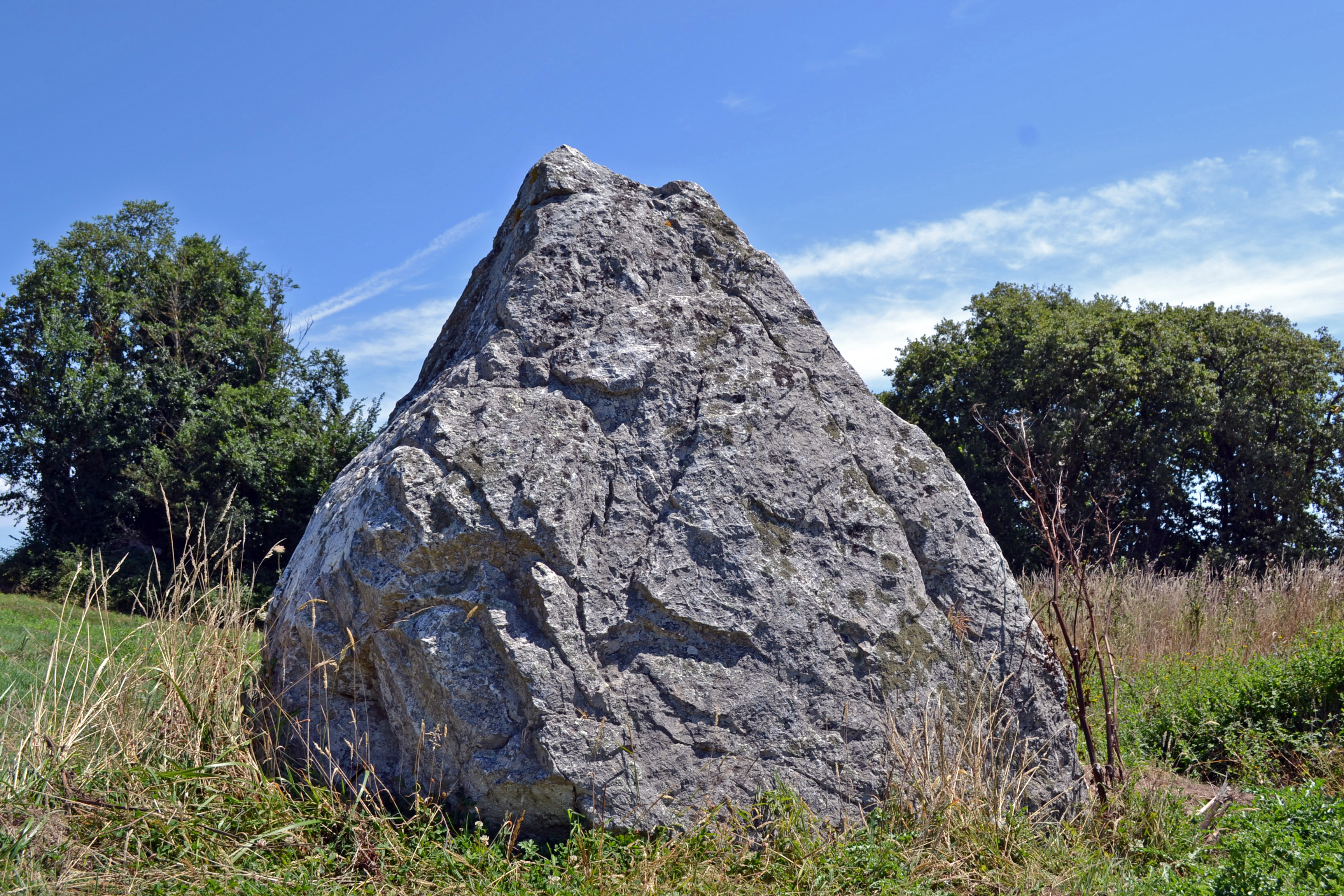
Menhir de la Crulière
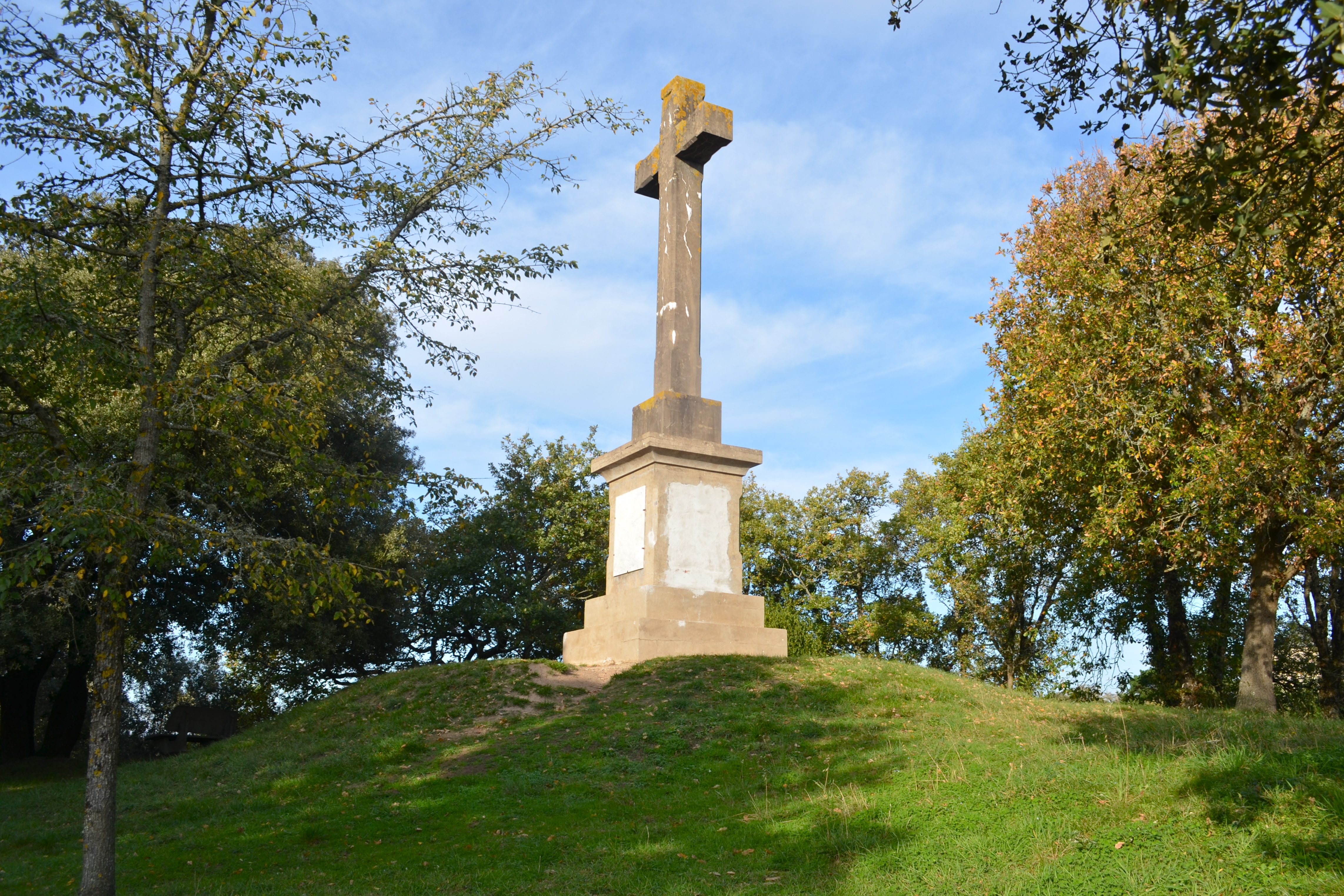
Reste der Erdhügelburg

## Partnergemeinde
- Brem-sur-Mer ist Partnergemeinde von Mammendorf in Deutschland.